# Andeh Davidson
Andeh Davidson (* 17. Januar 1958) ist ein ehemaliger nigerianischer Boxer.

## Karriere
Bei den Afrikameisterschaften 1974 in Kampala gewann Davidson die Silbermedaille im Halbfliegengewicht (-48 kg). Er verlor im Finale gegen den Vizeweltmeister Stephen Muchoki. 1976 wollte Davidson im Federgewicht (-57 kg) an den Olympischen Spielen in Montreal teilnehmen, trat aber wegen des Olympiaboykotts der afrikanischen Staaten nicht an. Der Inder Rai Sik kam kampflos eine Runde weiter.
1977 wurde Davidson im Leichtgewicht (-60 kg) Afrikameister und im Jahr darauf in Belgrad überraschend Weltmeister. Auf dem Weg zum Titel schlug er im Achtelfinale Ace Rusevski, Jugoslawien (RSC 2.), im Viertelfinale den späteren WBO-Weltmeister Daniel Londas (4:1), im Halbfinale René Weller, Deutschland (5:0), und im Finale Wladimir Sorokin, Sowjetunion (5:0).
1980 wurde Davidson Profi und 1983 gewann er den Afrikameistertitel. Er beendete seine Karriere 1987.